# Servantes du Seigneur d'Ajmer
Les Servantes du Seigneur d'Ajmer est une congrégation religieuse enseignante, hospitalière et caritative de droit pontifical.

## Histoire
Vers 1890, des frères mineurs capucins français arrivent pour la première fois au Rajasthan et commencent à travailler parmi les villageois pauvres et analphabètes, mais ils constatent qu'en raison du système de la purdah et d'autres restrictions sociales, il n'est pas possible pour des hommes d'approcher les femmes. Pour surmonter cet obstacle, le Père Henri Caumont comprend le besoin de créer une congrégation religieuse de sœurs indigènes qui pourraient plus facilement rencontrer les femmes, leur parler dans leur propre langue et se consacrer à leur service. Il recrute donc sept jeunes filles nouvellement converties désireuses de se consacrer au service des pauvres.
En 1894, Marie Fortunat Caumont, une des sœurs du fondateur et membre des franciscaines de Sainte Marie des Anges, rejoint la communauté et fait sa profession religieuse en 1896. Elle est la première supérieure générale.
La congrégation est officiellement fondée le 24 mai 1906 à Ajmer,. En 1913, Caumont est nommé 1er évêque du diocèse d'Ajmer. L'institut est reconnu comme congrégation religieuse de droit diocésain le 7 janvier 1936 et rattaché aux frères mineurs capucins le 19 octobre 1962. Il reçoit l'approbation pontificale le 9 juillet 1999sous Jean-Paul II.

## Activités et diffusion
Les sœurs se consacrent à l'enseignement, aux soins de santé et aux œuvres de charité.
Elles sont présentes dans plusieurs États et territoires de l'Inde, en Italie et en Allemagne,.
- Rajasthan : diocèses d'Ajmer, de Jaipur (en) et d'Udaipur (en)
- Assam : diocèse de Diphu (en)
- Delhi : archidiocèse de Delhi
- Gujarat : diocèse de Baroda (en)
- Kerala : éparchies de Thamarassery (en), Changanacherry (en) et Palai (en)
- Madhya Pradesh : éparchie de Satna (en) et diocèse de Jhabua (en)
- Maharashtra : archidiocèse de Nagpur (en)
- Manipur : archidiocèse d'Imphal
- Pendjab et Haryana : diocèses de Simla et Chandigarh (en) et Jalandhar (en)
- Uttar Pradesh : diocèse de Jhansi

La maison-mère siège est à Ajmer. 
En 2017, la congrégation comptait 497 sœurs dans 62 maisons.